# Die Avengers – Die mächtigsten Helden der Welt
Die Avengers – Die mächtigsten Helden der Welt (Originaltitel The Avengers: Earth’s Mightiest Heroes) ist eine US-amerikanische Zeichentrickserie für Disney XD. Die Serie erzählt die Geschichte der Avengers, einer Gruppe von Superhelden aus dem Marvel-Universum. Es wurden zwei Staffeln mit insgesamt 52 Episoden sowie eine Miniserie mit 20 Episoden à 5 Minuten produziert.

## Handlung
Die erste Staffel der Serie erzählt die Geschichte der Entstehung der Avengers. Die Handlung richtet sich dabei an der klassischen Comic-Serie von Stan Lee und Jack Kirby aus. Nach einem Massenausbruch aus den vier Gefängnissen von S.H.I.E.L.D. gründen Iron Man, Henry Pym (Ant-Man, Giant Man), Wasp, Thor und Hulk eine Allianz unter dem Namen Avengers. Sie nutzen die Technologie von Stark Enterprises, um Jagd auf die 74 entflohenen Superschurken zu machen.
Im Laufe der ersten Staffel vergrößert sich das reguläre Team mit Captain America, dem Black Panther und Hawkeye. In der zweiten Staffel kommen weitere wichtige Mitglieder hinzu, wie Ms. Marvel und der Android Vision; später werden auch weitere Helden – unter anderem Spider-Man, Wolverine, Luke Cage und Iron Fist, die Fantastischen Vier und War Machine – als Reservemitglieder Teil der Avengers.

## Ausstrahlung
Vor dem eigentlichen Beginn der Serie wurden auf Disney XD und Teletoon, sowie im Internet zwanzig fünfeinhalbminütige Episoden, sogenannte Micro-Episodes veröffentlicht. Die Microepisoden wurden vom 27. September 2010 bis zum 11. Oktober 2010 online auf den Seiten von Disney XD, Marvel Comics und Teletoon veröffentlicht und mit ein paar Tagen Unterschied im Fernsehen ausgestrahlt. Die eigentliche Serie begann mit der Folge Der Ausbruch, Teil 1. Die Erstausstrahlung erfolgte dabei parallel in englischer Sprache auf Disney XD ab dem 20. Oktober 2010 und in französischer Sprache auf Télétoon ab dem 22. Oktober 2010.
Für den deutschsprachigen Markt wurden die Mini-Episoden zu vollständigen Folgen zusammengeschnitten. Die deutsche Erstausstrahlung fand ab dem 19. Februar 2011 auf dem Pay-TV-Sender Disney XD statt.
Die Erstausstrahlung der zweiten Staffel erfolgt seit dem 1. April 2012 auf dem US-amerikanischen Fernsehsender Disney XD.

## Sprecher
Die deutsche Synchronisation wurde im Synchronstudio Hamburg Synchron gefertigt.
| Figur                                         | Originalsprecher       | Deutscher Sprecher                  |
| --------------------------------------------- | ---------------------- | ----------------------------------- |
| Captain America / Steven Rogers               | Brian Bloom            | Achim Buch                          |
| Iron Man / Tony Stark                         | Eric Loomis            | Jens Wendland                       |
| Hulk                                          | Fread Tatasciore       | Jürgen Holdorf                      |
| Thor                                          | Rick D. Wasserman      | Christos Topulos                    |
| Black Panther                                 | James C. Mathis III.   |                                     |
| Hawkeye / Clinton Barton                      | Chris Cox              | René Dawn-Claude (#1) Ingo Meß (#2) |
| Ant-Man / Giant-Man / Yellowjacket / Hank Pym | Wally Wingert          | Nils Rieke                          |
| Wasp / Janet van Dyne                         | Colleen O’Shaughnessey | Christine Pappert                   |
| J.A.R.V.I.S.                                  | Phil LaMarr            |                                     |
| Bruce Banner                                  | Gabriel Mann           | Ingo Meß                            |
| Nick Fury                                     | Alex Désert            | Erik Schäffler                      |
| Ms. Marvel / Carol Danvers                    | Jennifer Hale          | Elena Wilms                         |
| Vision                                        | Peter Jessop           | Nicolas König                       |

## Episodenliste
| Nr. (ges.)                                                                                        | Nr. (St.) | Deutscher Titel           | Originaltitel                    | Erstausstrahlung USA | Deutschsprachige Erstausstrahlung (D) | Regie            | Drehbuch                 | Prod. Code |
| ------------------------------------------------------------------------------------------------- | --------- | ------------------------- | -------------------------------- | -------------------- | ------------------------------------- | ---------------- | ------------------------ | ---------- |
| 1                                                                                                 | 1         | Iron Man groß in Aktion   | Iron Man is Born!                | 22. Sep. 2010        | 19. Feb. 2011                         | Vinton Heuck     | Brandon Auman            | 001a       |
| Iron Man kämpft vor den Vereinten Nationen gegen die Verbrecherorganisation HYDRA.                |           |                           |                                  |                      |                                       |                  |                          |            |
| 2                                                                                                 | 2         | Hulk gegen die Welt       | The Coming of Hulk               | 23. Sep. 2010        | 5. März 2011                          | Sebastian Montes | Kevin Burke, Chris Wyatt | 003a       |
| Hulk kämpft gegen Absorbing Man.                                                                  |           |                           |                                  |                      |                                       |                  |                          |            |
| 3                                                                                                 | 3         | Der Herrscher der Ameisen | The Man in the Ant Hill          | 24. Sep. 2010        | 12. März 2011                         | Vinton Heuck     | Christopher Yost         | 005a       |
| Ant-Man verhindert, dass KLAW das Metall Vibranium stiehlt                                        |           |                           |                                  |                      |                                       |                  |                          |            |
| 4                                                                                                 | 4         | Iron Man groß in Aktion   | HYDRA Lives!                     | 25. Sep. 2010        | 19. Feb. 2011                         | Vinton Heuck     | Brandon Auman            | 001b       |
| Iron Man wird von Dreadnoughts angegriffen.                                                       |           |                           |                                  |                      |                                       |                  |                          |            |
| 5                                                                                                 | 5         | Der mächtige Thor         | Thor the Mighty                  | 26. Sep. 2010        | 26. Feb. 2011                         | Vinton Heuck     | Michael Ryan             | 002a       |
| Thor kämpft gegen die Wrecking Crew.                                                              |           |                           |                                  |                      |                                       |                  |                          |            |
| 6                                                                                                 | 6         | Iron Man groß in Aktion   | Behold, the Mandroids!           | 27. Sep. 2010        | 26. Feb. 2011                         | Vinton Heuck     | Brandon Auman            | 001c       |
| Nachdem Iron Man die Dreadnoughts geschlagen hat, steht er nun SHIELDs Mandroids entgegen.        |           |                           |                                  |                      |                                       |                  |                          |            |
| 7                                                                                                 | 7         | Hulk gegen die Welt       | Hulk Versus the World            | 28. Sep. 2010        | 5. März 2011                          | Sebastian Montes | Kevin Burke, Chris Wyatt | 003b       |
| Hawkeye und Black Widow versuchen den Hulk für SHIELD gefangen zu nehmen                          |           |                           |                                  |                      |                                       |                  |                          |            |
| 8                                                                                                 | 8         | Der mächtige Thor         | The Siege of Asgard              | 29. Sep. 2010        | 26. Feb. 2011                         | Vinton Heuck     | Michael Ryan             | 002b       |
| Thor verteidigt Asgard gegen die Eisriesen und seinen Bruder Loki.                                |           |                           |                                  |                      |                                       |                  |                          |            |
| 9                                                                                                 | 9         | Iron Man groß in Aktion   | Nick Fury, Agent of S.H.I.E.L.D. | 30. Sep. 2010        | 26. Feb. 2011                         | Vinton Heuck     | Brandon Auman            | 001d       |
| Nick Fury kämpft gegen den Grim Reaper, der versucht Baron Strucker zu befreien.                  |           |                           |                                  |                      |                                       |                  |                          |            |
| 10                                                                                                | 10        | Hulk gegen die Welt       | This Monster, This Hero          | 2. Okt. 2010         | 5. März 2011                          | Sebastian Montes | Kevin Burke, Chris Wyatt | 003c       |
| Hawkeye und Black Widow nehmen Hulk gefangen.                                                     |           |                           |                                  |                      |                                       |                  |                          |            |
| 11                                                                                                | 11        | Der mächtige Thor         | My Brother, My Enemy             | 2. Okt. 2010         | 26. Feb. 2011                         | Vinton Heuck     | Michael Ryan             | 002c       |
| Thor kämpft gegen Loki.                                                                           |           |                           |                                  |                      |                                       |                  |                          |            |
| 12                                                                                                | 12        | Der mächtige Thor         | The Isle of Silence              | 3. Okt. 2010         | 26. Feb. 2011                         | Vinton Heuck     | Michael Ryan             | 002d       |
| Loki wird von Odin auf die Insel des Schweigens verbannt.                                         |           |                           |                                  |                      |                                       |                  |                          |            |
| 13                                                                                                | 13        | Der Herrscher der Ameisen | Enter the Whirlwind              | 4. Okt. 2010         | 12. März 2011                         | Vinton Heuck     | Christopher Yost         | 005b       |
| Ant-Man und Wasp kämpfen gegen Whirlwind.                                                         |           |                           |                                  |                      |                                       |                  |                          |            |
| 14                                                                                                | 14        | Captain America           | Meet Captain America             | 5. Okt. 2010         | 13. April 2018 (Netflix)              | Sebastian Montes | Paul Giacoppo            | 004a       |
| Captain America und Bucky kämpfen gegen Hydra.                                                    |           |                           |                                  |                      |                                       |                  |                          |            |
| 15                                                                                                | 15        | Captain America           | The Red Skull Strikes!           | 6. Okt. 2010         | 13. April 2018 (Netflix)              | Sebastian Montes | Paul Giacoppo            | 004b       |
| Captain America und Bucky kämpfen gegen Red Skull                                                 |           |                           |                                  |                      |                                       |                  |                          |            |
| 16                                                                                                | 16        | Captain America           | If This Be Doomsday!             | 7. Okt. 2010         | 13. April 2018 (Netflix)              | Sebastian Montes | Paul Giacoppo            | 004c       |
| Captain America besiegt Red Skull.                                                                |           |                           |                                  |                      |                                       |                  |                          |            |
| 17                                                                                                | 17        | Der Herrscher der Ameisen | Welcome to Wakanda               | 8. Okt. 2010         | 12. März 2011                         | Vinton Heuck     | Christopher Yost         | 005d       |
| König T’Chaka kämpft gegen Man-Ape                                                                |           |                           |                                  |                      |                                       |                  |                          |            |
| 18                                                                                                | 18        | Captain America           | Lo, There Shall Come a Conqueror | 9. Okt. 2010         | 13. April 2018 (Netflix)              | Sebastian Montes | Paul Giacoppo            | 004d       |
| Kang the Conqueror erzählt die Geschichte von Captain America und dessen Verschwinden im Eismeer. |           |                           |                                  |                      |                                       |                  |                          |            |
| 19                                                                                                | 19        | Hulk gegen die Welt       | Beware the Widow’s Bite          | 10. Okt. 2010        | 5. März 2011                          | Sebastian Montes | Kevin Burke, Chris Wyatt | 003d       |
| Hawkeye verdächtigt Black Widow des Verrats, wird jedoch von ihr in die Falle gelockt.            |           |                           |                                  |                      |                                       |                  |                          |            |
| 20                                                                                                | 20        | Der Herrscher der Ameisen | The Big House                    | 11. Okt. 2010        | 12. März 2011                         | Vinton Heuck     | Christopher Yost         | 005c       |
| Ant-Man versucht Whirlwind aufzuhalten.                                                           |           |                           |                                  |                      |                                       |                  |                          |            |

| Nr. (ges.) | Nr. (St.) | Deutscher Titel                  | Originaltitel                 | Erstausstrahlung USA | Deutschsprachige Erstausstrahlung (D) | Regie            | Drehbuch                 | Prod. Code |
| --- | --------- | -------------------------------- | ----------------------------- | -------------------- | ------------------------------------- | ---------------- | ------------------------ | ---------- |
| 1 | 1         | Der Ausbruch Teil 1              | Breakout, Part 1              | 20. Okt. 2010        | 26. März 2011                         | Sebastian Montes | Christopher Yost         | 006        |
| In den Gefängnissen von SHIELD kommt es zu Massenausbrüchen. |           |                                  |                               |                      |                                       |                  |                          |            |
| 2 | 2         | Der Ausbruch Teil 2              | Breakout, Part 2              | 20. Okt. 2010        | 26. März 2011                         | Vinton Heuck     | Christopher Yost         | 007        |
| Nachdem Ant-Man, Hulk, Iron Man, Thor und Wasp zusammen gekämpft haben, beschließen sie, das Team The Avengers zu gründen. |           |                                  |                               |                      |                                       |                  |                          |            |
| 3 | 3         | Iron Man groß in Aktion          | Iron Man is Born              | 24. Okt. 2010        | 19. Feb. 2011                         | Vinton Heuck     | Christopher Yost         | 001        |
| Zusammenschnitt der Micro-Episoden: - Iron Man groß in Aktion (Iron Man is Born!) - Iron Man groß in Aktion (HYDRA Lives!) - Iron Man groß in Aktion (Behold, the Mandroids!) - Iron Man groß in Aktion (Nick Fury, Agent of S.H.I.E.L.D.)                    |           |                                  |                               |                      |                                       |                  |                          |            |
| 4 | 4         | Der mächtige Thor                | Thor the Mighty               | 24. Okt. 2010        | 26. Feb. 2011                         | Vinton Heuck     | Michael Ryan             | 002        |
| Zusammenschnitt der Micro-Episoden: - Der mächtige Thor (Thor the Mighty) - Der mächtige Thor (The Siege of Asgard) - Der mächtige Thor (My Brother, My Enemy) - Der mächtige Thor (The Isle of Silence)                                                      |           |                                  |                               |                      |                                       |                  |                          |            |
| 5 | 5         | Hulk gegen die Welt              | Hulk vs the World             | 24. Okt. 2010        | 5. März 2011                          | Sebastian Montes | Kevin Burke, Chris Wyatt | 003        |
| Zusammenschnitt der Micro-Episoden: - Hulk gegen die Welt (The Coming of Hulk) - Hulk gegen die Welt (Hulk Versus the World) - Hulk gegen die Welt (This Monster, This Hero) - Hulk gegen die Welt (Beware the Widow’s Bite)                                  |           |                                  |                               |                      |                                       |                  |                          |            |
| 6 | 6         | Captain America                  | Meet Captain America          | 24. Okt. 2010        | 13. April 2018 (Netflix)              | Sebastian Montes | Paul Giacoppo            | 004        |
| Zusammenschnitt der Micro-Episoden: - Captain America (Meet Captain America) - Captain America (The Red Skull Strikes!) - Captain America (If This Be Doomsday!) - Captain America (Lo, There Shall Come a Conqueror)                                         |           |                                  |                               |                      |                                       |                  |                          |            |
| 7 | 7         | Der Herrscher der Ameisen        | The Man in the Ant Hill       | 24. Okt. 2010        | 12. März 2011                         | Vinton Heuck     | Christopher Yost         | 005        |
| Zusammenschnitt der Micro-Episoden: - Der Herrscher der Ameisen (The Man in the Ant Hill) - Der Herrscher der Ameisen (Enter the Whirlwind) - Der Herrscher der Ameisen (The Big House) - Der Herrscher der Ameisen (Welcome to Wakanda)                      |           |                                  |                               |                      |                                       |                  |                          |            |
| 8 | 8         | Aufregung im Krisenstab          | Some Assembly Required        | 27. Okt. 2010        | 2. Apr. 2011                          | Sebastian Montes | Brandon Aumann           | 008        |
| The Avengers beziehen ihr Hauptquartier im Avengers Mansion von Tony Stark. Die Enchantress verzaubert den Hulk und lässt ihn gegen das Team agieren. Am Ende der Folge verlässt er die Avengers.                                                             |           |                                  |                               |                      |                                       |                  |                          |            |
| 9 | 9         | Die Legende lebt                 | Living Legend                 | 3. Nov. 2010         | 9. Apr. 2011                          | Vinton Heuck     | Kevin Burke, Chris Wyatt | 009        |
| Auf der Suche nach dem Hulk entdecken die restlichen Avengers Captain America, der sich ihnen anschließt. |           |                                  |                               |                      |                                       |                  |                          |            |
| 10 | 10        | Wundersame Verwandlung           | Everything Is Wonderful       | 10. Nov. 2010        | 16. Apr. 2011                         | Vinton Heuck     | Brandon Aumann           | 010        |
| Als Tony Stark Simon Williams Firma aufkauft, wird dieser wütend und schließt sich MODOK an, der ihn in bionische Energie verwandelt. |           |                                  |                               |                      |                                       |                  |                          |            |
| 11 | 11        | Die Jagd des Panthers            | Panter’s Quest                | 17. Nov. 2010        | 23. Apr. 2011                         | Sebastian Montes | Paul Giacoppo            | 011        |
| Die Avengers unterstützen den Black Panther sein Land vom Man-Ape zurückzuerobern. Dabei stoßen sie auf Grim Reaper und KLAW. Am Ende der Folge schließt sich ihnen der Black Panther an.                                                                     |           |                                  |                               |                      |                                       |                  |                          |            |
| 12 | 12        | Gamma-Welt Teil 1                | Gamma World, Part 1           | 26. Nov. 2010        | 3. Sep. 2011                          | Vinton Heuck     | Michael Ryan             | 012        |
| Der Kubus wird von Gammastrahlen umgeben, die alles, was diese berührt in Monster verwandelt. Während die Avengers die Verwandlung aufzuhalten versuchen, versucht Hawkeye Black Widow zu stoppen, die als Doppelagentin gegen SHIELD und für HYDRA arbeitet. |           |                                  |                               |                      |                                       |                  |                          |            |
| 13 | 13        | Gamma-Welt Teil 2                | Gamma World, Part 2           | 16. Nov. 2010        | 3. Sep. 2011                          | Sebastian Montes | Michael Ryan             | 013        |
| Nachdem der Kubus alle Avengers in Gamma-Monster verwandelt hat, versucht Hawkeye den Hulk zu überreden, seinen ehemaligen Freunden zu helfen. |           |                                  |                               |                      |                                       |                  |                          |            |
| 14 | 14        | Das Böse sammelt sich            | Masters of Evil               | 5. Dez. 2010         | 30. Apr. 2011                         | Sebastian Montes | Christopher Jost         | 014        |
| Baron Heinrich Zemo versammelt ein Team von Superbösewichten und greift The Avengers an. |           |                                  |                               |                      |                                       |                  |                          |            |
| 15 | 15        | 459                              | 459                           | 12. Dez. 2010        | 7. Mai 2011                           | Vinton Heuck     | Joelle Sellner           | 015        |
| The Avengers treffen Captain Marvel. Gemeinsam versuchen sie Kree Sentry davon abzuhalten, die Erde zu vernichten. |           |                                  |                               |                      |                                       |                  |                          |            |
| 16 | 16        | Die Tricks der Black Widow       | Widow’s Sting                 | 19. Dez. 2010        | 4. Juni 2011                          | Vinton Heuck     | Kevin Burke, Chris Wyatt | 019        |
| Hawkeye, Captain America und der Black Panther arbeiten mit Mockingbird von SHIELD zusammen, um die Black Widow zu finden. |           |                                  |                               |                      |                                       |                  |                          |            |
| 17 | 17        | Der Eroberer aus der Zukunft     | The Man Who Stole Tomorrow    | 9. Jan. 2011         | 14. Mai 2011                          | Sebastian Montes | Andrew Robinson          | 016        |
| Kang the Conqueror versucht Captain America zu vernichten, da er glaubt, dass durch ihn die Zeitlinien zusammenbrechen. |           |                                  |                               |                      |                                       |                  |                          |            |
| 18 | 18        | Zeit der Eroberung               | Come the Conqueror            | 16. Jan. 2011        | 21. Mai 2011                          | Vinton Heuck     | Eugene Son               | 017        |
| Die Avengers versuchen Kangs Invasion zu stoppen. |           |                                  |                               |                      |                                       |                  |                          |            |
| 19 | 19        | Die Kang-Dynastie                | The Kang Dynastie             | 16. Jan. 2011        | 28. Mai 2011                          | Sebastian Montes | Brian Reed               | 018        |
| Die Avengers können Kang aufhalten. Doch dieser erzählt ihnen, dass noch viel Schlimmeres passieren wird. |           |                                  |                               |                      |                                       |                  |                          |            |
| 20 | 20        | Die Schatulle des ewigen Winters | The Casket of Ancient Winters | 4. Apr. 2011         | 3. Sep. 2011                          | Sebastian Montes | Paul Giacoppo            | 020        |
| Die Rächer kämpfen gegen Malekith the Accursed, der versucht, ewigen Winter über die Erde zu bringen. |           |                                  |                               |                      |                                       |                  |                          |            |
| 21 | 21        | Lang lebe Hydra!                 | Hail, Hydra!                  | 5. Apr. 2011         | 10. Sep. 2011                         | Vinton Heuck     | Kevin Burke, Chris Wyatt | 021        |
| Black Widow sucht die Hilfe der Avengers, um den Cosmic Cube vor HYDRA und AIM zu finden. |           |                                  |                               |                      |                                       |                  |                          |            |
| 22 | 22        | Ultron 5                         | Ultron-5                      | 6. Apr. 2011         | 17. Sep. 2011                         | Sebastian Heuck  | Brandon Auman            | 022        |
| Ant-Man verlässt das Team. Seine Schöpfung Ultron versucht Frieden zu bringen, dazu will er die Avengers vernichten. |           |                                  |                               |                      |                                       |                  |                          |            |
| 23 | 23        | Ultrons-Logik                    | The Ultron Imperative         | 7. Apr. 2011         | 24. Sep. 2011                         | Vinton Heuck     | Brandon Auman            | 023        |
| Ultron hat sich verwandelt und die Technologie der Welt übernommen. Er will die Menschheit vernichten, um die Sicherheit der Erde zu gewährleisten. |           |                                  |                               |                      |                                       |                  |                          |            |
| 24 | 24        | Welt am Abgrund                  | This Hostage Earth            | 8. Apr. 2011         | 1. Okt. 2011                          | Sebastian Montes | Michael Ryan             | 024        |
| Die Masters of Evil versuchen die Erde zu erobern. Wenn die Avengers sie nicht aufhalten können, werden Armeen von Asgard auf die Erde kommen. |           |                                  |                               |                      |                                       |                  |                          |            |
| 25 | 25        | Asgard vor dem Untergang         | The Fall of Asgard            | 11. Apr. 2011        | 8. Okt. 2011                          | Vinton Heuckk    | Christopher Yost         | 025        |
| Loki hat die sieben Reiche unterjocht. Die Avengers sind auf je eine Welt verbannt worden und versuchen sich nach Asgard durchzuschlagen. |           |                                  |                               |                      |                                       |                  |                          |            |
| 26 | 26        | Ein Tag wie kein anderer         | A Day Unlike Any Other        | 12. Apr. 2011        | 15. Okt. 2011                         | Sebastian Montes | Christopher Yost         | 026        |
| Die Avengers bekämpfen Loki, um Asgard und die Erde zu retten. |           |                                  |                               |                      |                                       |                  |                          |            |

| Nr. (ges.) | Nr. (St.) | Deutscher Titel                 | Originaltitel                  | Erstausstrahlung USA | Deutschsprachige Erstausstrahlung (D) | Regie         | Drehbuch                       | Prod. Code |
| --- | --------- | ------------------------------- | ------------------------------ | -------------------- | ------------------------------------- | ------------- | ------------------------------ | ---------- |
| 27 | 1         | In den Fängen von Doctor Doom   | The Private War of Doctor Doom | 1. Apr. 2012         | 16. März 2013                         | Gary Hartle   | Christopher Yost               | 027        |
| Bei einem Treffen mit den Fantastischen Vier greifen Doctor Dooms Doombots an. |           |                                 |                                |                      |                                       |               |                                |            |
| 28 | 2         | Allein gegen A.I.M.             | Alone Against A.I.M.           | 8. Apr. 2012         | 16. Nov. 2012                         | Boyd Kirkland | Kevin Burke & Chris Wyatt      | 028        |
| AIM greift das Stark Building an, um Tony Starks Rüstungen zu stehlen. |           |                                 |                                |                      |                                       |               |                                |            |
| 29 | 3         | Amoras Rache                    | Acts of Vengeance              | 15. Apr. 2012        | 23. Nov. 2012                         | Roy Burdine   | Michael Ryan                   | 029        |
| Amora versucht Baron Zemo und die Masters of Evil zu töten. Zemo bittet seine Erzfeinde, die Avengers um Hilfe und bietet an, sich zu unterwerfen.                                                                                                 |           |                                 |                                |                      |                                       |               |                                |            |
| 30 | 4         | Willkommen im Kree Imperium     | Welcome to the Kree Empire     | 22. Apr. 2012        | 23. Nov. 2012                         | Boyd Kirkland | Paul Giacoppo                  | 030        |
| Die Kree schicken ihren Ankläger Ronan auf die Erde. In einem „Gerichtsverfahren“ soll geklärt werden, ob die Menschheit versklavt oder vernichtet werden soll.                                                                                    |           |                                 |                                |                      |                                       |               |                                |            |
| 31 | 5         | Wer ist Ant-Man?                | To Steal an Ant-Man            | 29. Apr. 2012        | 30. Nov. 2012                         | Roy Burdine   | Brandon Auman                  | 031        |
| Scott Lang stiehlt Ant-Mans Ausrüstung, um seine Tochter aus den Händen von Gangstern zu befreien |           |                                 |                                |                      |                                       |               |                                |            |
| 32 | 6         | Michael Korvac                  | Michael Korvac                 | 6. Mai 2012          | 30. Nov. 2012                         | Boyd Kirkland | Dan Abnett & Andy Lanning      | 032        |
| Michael Korvac wurde von den Kree entführt und in ein Monster verwandelt, das danach trachtet, alles im Universum zu zerstören. |           |                                 |                                |                      |                                       |               |                                |            |
| 33 | 7         | Traue niemandem!                | Who Do You Trust?              | 13. Mai 2012         | 7. Dez. 2012                          | Gary Hartle   | Brian Reed                     | 034        |
| Die Skrulls versuchen die Erde zu unterjochen. Da sie jede menschliche Gestalt annehmen können, ist Iron man verunsichert, wittert überall Spione und löst die Avengers auf.                                                                       |           |                                 |                                |                      |                                       |               |                                |            |
| 34 | 8         | Die Ballade von Beta Ray Bill   | The Ballad of Beta Ray Bill    | 20. Mai 2012         | 7. Dez. 2012                          | Steve Gordon  | Michael Ryan                   | 033        |
| Beta Ray Bill, Pilot des Raumschiffs der letzten Überlebenden vom Planeten Surtur, trifft auf den mächtigen Thor. |           |                                 |                                |                      |                                       |               |                                |            |
| 35 | 9         | Ein Alptraum in Rot             | Nightmare in Red               | 24. Juni 2012        | 18. Dez. 2012                         | Boyd Kirkland | Mark Parsons                   | 036        |
| General Ross versucht den Hulk zu fangen und erschafft einen neuen bösen, roten Hulk. |           |                                 |                                |                      |                                       |               |                                |            |
| 36 | 10        | Die Gefangenen                  | Prisoner of War                | 1. Juli 2012         | 14. Dez. 2012                         | Steve Gordon  | Kevin Burke & Chris Wyatt      | 038        |
| Die Skulls haben wichtige Menschen der Erde gefangen genommen und imitieren diese nun, darunter auch Captain America. Die Menschen befinden sich auf einem Raumschiff. Unter der Führung Captain Americas versuchen sie zu fliehen-                |           |                                 |                                |                      |                                       |               |                                |            |
| 37 | 11        | Jeder gegen jeden               | Infiltration                   | 8. Juli 2012         | 21. Dez. 2012                         | Roy Burdine   | Christopher Yost               | 037        |
| Ein Shuttle der Skrulls landet in Wakanda. Die Skrulls geben sich als Avengers aus und versuchen so das Königreich des Black Panthers zu unterjochen.                                                                                              |           |                                 |                                |                      |                                       |               |                                |            |
| 38 | 12        | Geheime Invasion                | Secret Invasion                | 15. Juli 2012        | 14. Dez. 2012                         | Boyd Kirkland | Christopher Yost               | 039        |
| Der Plan der Skrulls scheint aufzugehen. Der falsche Captain America richtet eine Ansprache an die Weltbevölkerung. |           |                                 |                                |                      |                                       |               |                                |            |
| 39 | 13        | Eine kleine Spinne              | Along Came a Spider…           | 22. Juli 2012        | 21. Dez. 2012                         | Roy Burdine   | Christopher Yost               | 042        |
| Der wahre Captain America wird nun als Verräter gesehen. Ein Gefangenentransporter von SHIELD wird überfallen und Captain America versucht so zu beweisen, dass man ihm noch trauen kann.                                                          |           |                                 |                                |                      |                                       |               |                                |            |
| 40 | 14        | Die perfekte Vision             | Behold… the Vision             | 29. Juli 2012        | 4. Jan. 2013                          | Roy Burdine   | Michael Ryan                   | 035        |
| Ultron hat Vision erschaffen und versucht so an Captain Americas Schild-Legierung zu kommen. |           |                                 |                                |                      |                                       |               |                                |            |
| 41 | 15        | Kraftlos                        | Powerless                      | 5. Mai 2013          | 4. Jan. 2013                          | Steve Gordon  | Man of Action & Danielle Wolff | 044        |
| In einem Versuch Asgard zu unterwerfen, stattet Amora Loki mit den Kräften des Destroyers aus. Im Gegenzug verlieren Thor, Captain America und Iron Man ihre Kräfte.                                                                               |           |                                 |                                |                      |                                       |               |                                |            |
| 42 | 16        | Anschlag auf 42                 | Assault on 42                  | 5. Aug. 2012         | 28. Dez. 2012                         | Steve Gordon  | Brian Reed                     | 040        |
| In der Negativzone befindet sich das Gefängnis 42. Als die Avengers Whirlwind dorthin überführen wollen, werden sie von den Insektenherrscher Annihilius angegriffen.                                                                              |           |                                 |                                |                      |                                       |               |                                |            |
| 43 | 17        | Ultron – unaufhaltsam!          | Ultron Unlimited               | 19. Aug. 2012        | 11. Jan. 2013                         | Roy Burdine   | Christopher Yost               | 041        |
| Ultron greift die Erde an, doch seine Schöpfung Vision wendet sich gegen ihn. |           |                                 |                                |                      |                                       |               |                                |            |
| 44 | 18        | Yellowjacket                    | Yellowjacket                   | 9. Sep. 2012         | 20. Apr. 2013                         | Boyd Kirkland | Man of Action & James Felder   | 043        |
| Wasp und Iron Man versuchen Hank Pym zu überzeugen die Avengers wieder zu gründen. |           |                                 |                                |                      |                                       |               |                                |            |
| 45 | 19        | Weltherrscher Stark             | Emperor Stark                  | 16. Sep. 2012        | 11. Jan. 2013                         | Boyd Kirkland | Christopher Yost               | 045        |
| Tony Stark hat aus der Welt einen Überwachungsstaat gemacht. Vision, der in einem 30-tägigen Schlaf versetzt wurde, ist der einzige, der die Welt noch retten kann. Hinter alledem steckt Purple Man, der Stark manipuliert hat.                   |           |                                 |                                |                      |                                       |               |                                |            |
| 46 | 20        | Schatten der Vergangenheit      | Code Red                       | 23. Sep. 2012        | 18. Jan. 2013                         | Roy Burdine   | Man of Action                  | 046        |
| Dell Rusk, Verteidigungsminister der USA, versucht die Avengers aufzulösen, nachdem ein gefährliches Virus aus der villa der Avengers austrat. |           |                                 |                                |                      |                                       |               |                                |            |
| 47 | 21        | Winter Soldier                  | Winter Soldier                 | 30. Sep. 2012        | ? (Amazon Prime)                      | Boyd Kirkland | Man of Action & James Felder   | 047        |
| 48 | 22        | Der gefährlichste Mann der Welt | The Deadliest Man Alive        | 7. Okt. 2012         | 18. Jan. 2013                         | Steve Gordon  | Man of Action                  | 048        |
| Hulk ist eingesperrt und soll auf Anraten der Avengers begnadigt werden. Doch Hulk wurde manipuliert und wird nun durch den angeblichen Helden Red Hulk besiegt.                                                                                   |           |                                 |                                |                      |                                       |               |                                |            |
| 49 | 23        | Neue Avengers                   | New Avengers                   | 14. Okt. 2012        | 25. Jan. 2013                         | Steve Gordon  | Christopher Yost               | 050        |
| Kang, der Eroberer, setzt die Erde in eine neue Zeitlinie und vernichtet so die Avengers. Doch er hat die Rechnung ohne Starks Notfallpläne gemacht. Spider-Man, das Ding, Wolverine, War Machine, Luke Cage und Iron Fist kämpfen nun gegen Kang. |           |                                 |                                |                      |                                       |               |                                |            |
| 50 | 24        | Kampf um die Sonne              | Operation Galactic Storm       | 21. Okt. 2012        | 25. Jan. 2013                         | Boyd Kirkland | Christopher Yost               | 049        |
| Die Kree wollen die Sonne zerstören, um so ein Wurmloch zu installieren, mit dem sie schneller reisen können. |           |                                 |                                |                      |                                       |               |                                |            |
| 51 | 25        | Auf feindlichem Boden           | Live Kree or Die               | 4. Nov. 2012         | 1. Feb. 2013                          | Steve Gordon  | Christopher Yost               | 051        |
| Nachdem die Avengers das Wurmloch zerstört haben, landen sie auf dem Heimatplaneten der Kree und werden gefangen genommen. |           |                                 |                                |                      |                                       |               |                                |            |
| 52 | 26        | Avengers, sammeln!              | Avengers Assemble!             | 11. Nov. 2012        | 1. Feb. 2013                          | Roy Burdine   | Christopher Yost               | 052        |
| Galaktus, der Weltenesser, bedroht die Erde. |           |                                 |                                |                      |                                       |               |                                |            |